# NOVASONIC (음반)
《NOVASONIC》은 대한민국의 록 그룹 노바소닉의 첫 정규 앨범이다.

## 내용
1997년 해체된 N.EX.T의 멤버 김영석, 김세황, 이수용과 패닉의 랩퍼인 김진표는 서로 뜻을 모으고 1998년경 노바소닉이라는 새 밴드를 결성한다. 첫 앨범은 헤비메탈 음악에 랩을 하는 형태의 수록곡이 대부분이며, 타이틀이었던 〈태양의 나라〉는 세기말의 분위기를 나타내고 있다. 또 이 앨범에는 여러 밴드의 보컬들이 게스트로 참여하기도 했다.
수록곡 중 〈또다른 진심〉은 당시 유행했던 댄스 게임인 펌프 잇 업에 수록되어 큰 인기를 누렸다.

## 수록곡 목록
전체 작곡: 김영석
| #  | 제목                                                       | 작사                                          | 재생 시간 |
| -- | ---------------------------------------------------------- | --------------------------------------------- | --------- |
| 1. | 〈태양의 나라〉 (last varalian 니벨롱겐 2039 하켄크로이츠) | 김진표(한국어 작사), 조병익/김세황(영어 작사) | 5:02      |
| 2. | 〈아름다운 세상〉                                          | 김진표                                        | 4:05      |
| 3. | 〈어! 대한민국〉                                           | 김진표(한국어), 김세황(영어)                  | 3:39      |
| 4. | 〈알.〉                                                    | 김진표                                        | 4:39      |

서툰 여유
| #  | 제목     | 작사                         | 재생 시간 |
| -- | -------- | ---------------------------- | --------- |
| 5. | 〈중립〉 | 김진표                       | 0:43      |
| 6. | 〈전진〉 | 김진표(한국어), 김세황(영어) | 3:11      |
| 7. | 〈후진〉 | 김진표                       | 0:39      |
| 8. | 〈증오〉 | 김진표                       | 3:14      |

집에 오던 길
| #   | 제목       | 작사   | 재생 시간 |
| --- | ---------- | ------ | --------- |
| 9.  | 〈사건…〉  | 김진표 | 0:14      |
| 10. | 〈…그 후〉 | 김진표 | 5:13      |

마지막 편지... 그것조차 거짓
| #             | 제목            | 작사          | 재생 시간 |
| ------------- | --------------- | ------------- | --------- |
| 11.           | 〈진심〉        | 김진표        | 1:30      |
| 12.           | 〈또다른 진심〉 | 김진표        | 2:49      |
| 총 재생 시간: | 총 재생 시간:   | 총 재생 시간: | 39:41     |

## 참여
이 목록은 해당 앨범의 부클릿에서 발췌하였다.
| 노바소닉 - 김진표 - 랩, 보컬(서브보컬), 코러스(2~4, 6, 7, 10~12) - 김세황 - 리드/리듬 기타, 백 보컬, 코러스(2~4, 6, 7, 10~12) - 김영석 - 베이스 기타, 백 보컬, 코러스(2~4, 6, 7, 10~12) - 이수용 - 드럼, 타악기, 코러스(2~4, 6, 7, 10~12) 세션 - Suza - 내레이션(1) - Susanne Willman - 코러스(1) - 유진영 - 보컬(3), 코러스(4, 11, 12) - 홍경민 - 코러스(4, 7) - Vena - 보컬(4) - 김성면 - 보컬(6) - 안흥찬(크래쉬) - 보컬(10) | 스탭 - 이유억 - 믹싱 - 김지연, 이규열, 최은영 - 녹음 - 조병익, 박철한 - 컴퓨터 프로그래밍 - Chess Lim(EGO 시스템) - MIDI&HDR 장비 - Kurazono - 마스터링 - Terra 스튜디오(도시바 EMI) - 마스터링 스튜디오 - 김종민 - 테크니션 - 이혜경 - 아트 디렉터, 심볼 디자인 - 김리영 - 로고 디자인 - 왕가성(Chin Chin) - 사진 - 김민희(Fanta Mix) - 스타일리스트 - 양민혜, 조한옥(Fanta Mix) - 메이크업, 코디네이터 - 이은미(Hair Rottondo) - 헤어 - 임무섭, 김봉준(Z-RAM) - 매니지먼트 - 이상록(Z-RAM) - 이그제큐티브 프로듀서 |